# Hessequa
Hessequa es un municipio local sudafricano situado en el distrito de Eden, en la provincia de Cabo Occidental.

## Superficie
Hessequa tiene una superficie de 5733 km².

## Demografía
En 2022, tenía 71 918 habitantes, una densidad poblacional de 12,55 hab./km², y 22 333 viviendas.